# Olivier Suray
Olivier Suray, né le 16 octobre 1971 à Namur, est un joueur de football belge, qui évoluait comme défenseur latéral, aussi bien à droite qu'à gauche. Formé à Charleroi, il joue ensuite notamment pour Anderlecht et le Standard de Liège. Sa carrière est minée par des blessures, et un scandale de corruption vient entache sa réputation en 2006, moment qu'il choisit pour arrêter sa carrière. Il devient ensuite entraîneur, entre autres la Jeunesse Sportive de Morialmé et du FC Gerpinnes, des clubs de provinciales. Il accompagne la montée du RCS Brainois en D3 amateur, club qui frôle la montée en D2 amateur lors de la saison 2018-2019. Il démissionne le 13 octobre 2019 à la suite d'un mauvais début de saison du club brainois.

## Carrière
Olivier Suray commence sa carrière au Sporting de Charleroi à seulement 18 ans. Il est vite considéré comme un défenseur solide, pouvant jouer aussi bien à droite qu'à gauche. Sa polyvalence attire les recruteurs d'autres clubs, et après trois saisons, il est transféré à Anderlecht, un club du top belge. Son transfert est conclu avant une grave blessure au genou encourure lors de la finale de la Coupe de Belgique 1993, qui le maintient à l'écart des terrains pendant la première moitié de la saison. Il ne dispute son premier match avec les mauves que le 19 février 1994. Il ne joue que 8 matches de championnat et 3 matches de Coupe de Belgique, deux trophées remportés par le club bruxellois cette saison. Mais une rechute en fin de saison le prive de la finale de la Coupe, et l'empêche de disputer la Coupe du monde 1994, alors qu'il était pressenti pour intégrer l'équipe nationale belge. Il passe trois saisons à Anderlecht, remportant un nouveau titre de champion en 1995, mais plusieurs blessures l'écartent régulièrement de l'équipe.
En 1996, Olivier Suray décide de se relancer à Charleroi. Sans blessure, il retrouve son niveau d'antan, et après une saison, il est transféré au Standard de Liège. Là, il est à nouveau longuement blessé, et il ne reste qu'un an à Liège. En 1998, il décide de partir à l'étranger et rejoint l'Altay İzmir, dans le championnat turc. Il passe deux ans là-bas, dont les six derniers mois à Adanaspor, puis revient en Belgique durant l'été 2000 via un transfert à Beveren. Il y joue un an puis rejoint La Louvière, où il reste également un an.
En 2002, il relève un nouveau challenge et signe à Mons, qui va entamer la première saison de son histoire en première division. Le passage de Suray à Mons connaît un bon début, mais la suite est émaillée de quelques incidents. Il entre notamment en conflit avec l'entraîneur italien Sergio Brio au sujet d'une tartine de Nutella, suivi d'une vive dispute. Il est « définitivement » écarté du noyau professionnel par son entraîneur, mais est réintégré deux jours plus tard après avoir présenté ses excuses. Néanmoins, cet incident pousse la direction à ne pas renouveler son contrat en fin de saison, d'autant plus que le club est relégué en division 2.
Libre de contrat, il retrouve de l'embauche en juillet 2005, dans le club finlandais d'Allianssi. Il y arrive par l'intermédiaire de son agent Pietro Allatta, et y est également nommé responsable sportif. Lors d'un match face au Haka Valkeakoski, le club de Suray s'incline 8-0, laissant plâner des doutes sur la « motivation » des joueurs, d'autant plus que de fortes sommes d'argent ont été misées sur ce match sur les marchés des paris asiatiques. À la suite de ces forts soupçons de corruption, la fédération finlandaise refuse d'accorder une licence de football professionnel au club pour la saison suivante, ce qui provoque sa faillite au début de 2006. 
Entretemps, en 2005, le scandale des matches truqués dans le football belge a éclaté, et le nom d'Olivier Suray est souvent cité, lié à ceux de Pietro Allatta et de Zheyun Yé, un homme d'affaires chinois, propriétaire notamment de l'AC Allianssi. Le 16 mars 2006, il avoue le trucage d'un match en Finlande, sans préciser lequel. Finalement acquitté des faits pour les matches arrangés dans le championnat de Belgique, il devient entraîneur dans les séries provinciales. D'abord a la JS  Morialmé, il dirige ensuite le FC Gerpinnes.

## Palmarès
- 2 fois champion de Belgique en 1994 et 1995 avec Anderlecht.
- Vainqueur de la Coupe de Belgique en 1994 avec Anderlecht.